# Deuxième circonscription de l'Ariège
La deuxième circonscription de l'Ariège est l'une des deux circonscriptions législatives françaises que compte le département de l'Ariège (09) situé en région Occitanie.

## Description géographique et démographique

### De 1958 à 1986
La deuxième circonscription de l'Ariège était composée de :
- Canton de Castillon-en-Couserans
- Canton du Fossat
- Canton du Mas-d'Azil
- Canton de Massat
- Canton d'Oust
- Canton de Pamiers
- Canton de Sainte-Croix-Volvestre
- Canton de Saint-Girons
- Canton de Saint-Lizier
- Canton de Saverdun

### Depuis 1988
La deuxième circonscription de l'Ariège est délimitée par le découpage électoral de la loi no 86-1197 du 24 novembre 1986
, elle regroupe les divisions administratives suivantes :
- Canton du Fossat,
- Canton du Mas-d'Azil,
- Canton de Mirepoix,
- Canton de Pamiers-Est,
- Canton de Pamiers-Ouest,
- Canton de Sainte-Croix-Volvestre,
- Canton de Saint-Girons,
- Canton de Saint-Lizier,
- Canton de Saverdun,

La deuxième circonscription de l'Ariège regroupe les cantons de la vallée nord du département, centrés autour de la ville de Pamiers.
D'après le recensement général de la population en 1999, réalisé par l'Institut national de la statistique et des études économiques (INSEE), la population totale de cette circonscription est estimée à 71 345 habitants,.

## Historique des députations
| Législature | Début de mandat | Fin de mandat  | Député           | Parti politique                                 | Observations |
| ----------- | --------------- | -------------- | ---------------- | ----------------------------------------------- | --- |
| Ire         | 9 décembre 1958 | 9 octobre 1962 | René Dejean      | SFIO                                            | Conseiller général du Canton de Saint Girons Mandat écourté à la suite d'une dissolution parlementaire décidée par Charles de Gaulle.                          |
| IIe         | 6 décembre 1962 | 2 avril 1967   | René Dejean      | SFIO                                            | Conseiller général du Canton de Saint Girons |
| IIIe        | 3 avril 1967    | 30 mai 1968    | René Dejean      | Fédération de la gauche démocrate et socialiste | Maire de Saint Girons Conseiller général du Canton de Saint Girons Mandat écourté à la suite d'une dissolution parlementaire décidée par Charles de Gaulle.    |
| IVe         | 11 juillet 1968 | 1er avril 1973 | André Saint-Paul | Fédération de la gauche démocrate et socialiste | Maire du Mas d'Azil Président du Conseil Général de l'Ariége                                                                                                   |
| Ve          | 2 avril 1973    | 2 avril 1978   | André Saint-Paul | PS et Parti radical de gauche                   | Maire du Mas d'Azil Président du Conseil Général de l'Ariége                                                                                                   |
| VIe         | 3 avril 1978    | 22 mai 1981    | André Saint-Paul | PS                                              | Maire du Mas d'Azil Président du Conseil Général de l'Ariége Mandat écourté à la suite d'une dissolution parlementaire décidée par François Mitterrand.        |
| VIIe        | 2 juillet 1981  | 29 mars 1985   | Jean Ibanès      | PS                                              | |
| VIIe        | 29 mars 1985    | 1er avril 1986 | René Massat      | [ 12 ]                                          | |
| VIIIe       | 2 avril 1986    | 14 mai 1988    | Henri Cuq        | RPR                                             | Proportionnelle par département, pas de député par circonscription. Mandat écourté à la suite d'une dissolution parlementaire décidée par François Mitterrand. |
| IXe         | 23 juin 1988    | 1er avril 1993 | René Massat,     | PS,                                             | Conseiller Général du Canton du Fossat |
| Xe          | 2 avril 1993    | 21 avril 1997  | André Trigano,   | UDF-RAD,                                        | Maire de Mazéres (1972-1995) Maire de Pamiers (1995-2020) Mandat écourté à la suite d'une dissolution parlementaire décidée par Jacques Chirac.                |
| XIe         | 12 juin 1997    | 18 juin 2002   | Henri Nayrou,    | PS,                                             | Maire de La Bastide-de-Sérou |
| XIIe        | 19 juin 2002    | 19 juin 2007   | Henri Nayrou,    | PS,                                             | Vice-Président du Conseil général de l'Ariège |
| XIIIe       | 20 juin 2007    | 19 juin 2012   | Henri Nayrou,    | PS,                                             | Vice-Président du Conseil général de l'Ariège |
| XIVe        | 20 juin 2012    | 20 juin 2017   | Alain Fauré,     | PS,                                             | Maire des Pujols vice-président de la Communauté de communes du Pays de Pamiers                                                                                |
| XVe         | 21 juin 2017    | 21 juin 2022   | Michel Larive    | LFI                                             | |
| XVIe        | 22 juin 2022    | 9 juin 2024    | Laurent Panifous | dissident du PS                                 | Maire du Fossat Mandat écourté à la suite d'une dissolution parlementaire décidée par Emmanuel Macron.                                                         |

## Historique des élections

### Élections de 1958
| Candidat       | Candidat               | Parti          | Premier tour | Premier tour | Second tour | Second tour |  |
| Candidat       | Candidat               | Parti          | Voix         | %            | Voix        | %           |  |
| -------------- | ---------------------- | -------------- | ------------ | ------------ | ----------- | ----------- |  |
|                | René Dejean élu        | SFIO           | 12 891       | 35,75        | 16 608      | 43,81       |  |
|                | Émile Daraud           | PCF            | 8 195        | 22,73        | 8 402       | 22,16       |  |
|                | Georges Galy-Gasparrou | Radsoc         | 6 958        | 19,3         | 5 286       | 13,94       |  |
|                | André de Verbizier     | UNR            | 6 630        | 18,39        | 7 614       | 20,08       |  |
|                | René Arasse            | UFF            | 1 385        | 3,84         |             |             |  |
|                |                        |                |              |              |             |             |  |
| Inscrits       | Inscrits               | Inscrits       | 51 047       | 100,00       | 50 803      | 100,00      |  |
| Abstentions    | Abstentions            | Abstentions    | 14 085       | 27,59        | 12 340      | 24,29       |  |
| Votants        | Votants                | Votants        | 36 962       | 72,41        | 38 463      | 75,71       |  |
| Blancs et nuls | Blancs et nuls         | Blancs et nuls | 903          | 2,44         | 553         | 1,44        |  |
| Exprimés       | Exprimés               | Exprimés       | 36 059       | 97,56        | 37 910      | 98,56       |  |

André Saint-Paul, maire et conseiller général du Mas-d'Azil était le suppléant de René Dejean.

### Élections de 1962
| Candidat       | Candidat                  | Parti          | Premier tour | Premier tour | Second tour | Second tour |  |
| Candidat       | Candidat                  | Parti          | Voix         | %            | Voix        | %           |  |
| -------------- | ------------------------- | -------------- | ------------ | ------------ | ----------- | ----------- |  |
|                | René Dejean sortant réélu | SFIO           | 12 876       | 40,11        | 15 727      | 45,2        |  |
|                | Émile Daraud              | PCF            | 8 769        | 27,32        | 11 808      | 33,93       |  |
|                | François Delnondedieu     | UNR-UDT        | 6 656        | 20,74        | 7 262       | 20,87       |  |
|                | Harris Puisais            | PSU            | 3 799        | 11,83        | Retrait     | Retrait     |  |
|                |                           |                |              |              |             |             |  |
| Inscrits       | Inscrits                  | Inscrits       | 50 169       | 100,00       | 50 164      | 100,00      |  |
| Abstentions    | Abstentions               | Abstentions    | 16 859       | 33,6         | 14 332      | 28,57       |  |
| Votants        | Votants                   | Votants        | 33 310       | 66,4         | 35 832      | 71,43       |  |
| Blancs et nuls | Blancs et nuls            | Blancs et nuls | 1 210        | 3,63         | 1 035       | 2,89        |  |
| Exprimés       | Exprimés                  | Exprimés       | 32 100       | 96,37        | 34 797      | 97,11       |  |

André Saint-Paul était le suppléant de René Dejean.

### Élections de 1967
| Candidat       | Candidat                  | Parti                     | Premier tour | Premier tour | Second tour | Second tour |  |
| Candidat       | Candidat                  | Parti                     | Voix         | %            | Voix        | %           |  |
| -------------- | ------------------------- | ------------------------- | ------------ | ------------ | ----------- | ----------- |  |
|                | René Dejean sortant réélu | FGDS (SFIO)               | 12 307       | 32,81        | 22 175      | 58,27       |  |
|                | René Galy-Dejean          | UD-Ve                     | 11 025       | 29,39        | 15 882      | 41,73       |  |
|                | Émile Daraud              | PCF                       | 9 589        | 25,56        | Retrait     | Retrait     |  |
|                | Roger Barat               | PSU                       | 1 849        | 4,93         |             |             |  |
|                | Claude Guède              | CD (PDM)                  | 1 376        | 3,67         |             |             |  |
|                | André de Verbizier        | Divers droite (Gaulliste) | 1 365        | 3,64         |             |             |  |
|                |                           |                           |              |              |             |             |  |
| Inscrits       | Inscrits                  | Inscrits                  | 49 443       | 100,00       | 49 439      | 100,00      |  |
| Abstentions    | Abstentions               | Abstentions               | 11 075       | 22,4         | 10 031      | 20,29       |  |
| Votants        | Votants                   | Votants                   | 38 368       | 77,6         | 39 408      | 79,71       |  |
| Blancs et nuls | Blancs et nuls            | Blancs et nuls            | 857          | 2,23         | 1 351       | 3,43        |  |
| Exprimés       | Exprimés                  | Exprimés                  | 37 511       | 97,77        | 38 057      | 96,57       |  |

André Saint-Paul était le suppléant de René Dejean.

### Élections de 1968
| Candidat       | Candidat             | Parti          | Premier tour | Premier tour | Second tour | Second tour |  |
| Candidat       | Candidat             | Parti          | Voix         | %            | Voix        | %           |  |
| -------------- | -------------------- | -------------- | ------------ | ------------ | ----------- | ----------- |  |
|                | Jean Rambaud         | UDR (URP)      | 15 191       | 40,62        | 16 703      | 44,13       |  |
|                | André Saint-Paul élu | FGDS (SFIO)    | 14 757       | 39,46        | 21 143      | 55,87       |  |
|                | René Capella         | PCF            | 7 452        | 19,93        | Retrait     | Retrait     |  |
|                |                      |                |              |              |             |             |  |
| Inscrits       | Inscrits             | Inscrits       | 48 873       | 100,00       | 48 873      | 100,00      |  |
| Abstentions    | Abstentions          | Abstentions    | 10 637       | 21,76        | 10 454      | 21,39       |  |
| Votants        | Votants              | Votants        | 38 236       | 78,24        | 38 419      | 78,61       |  |
| Blancs et nuls | Blancs et nuls       | Blancs et nuls | 836          | 2,19         | 573         | 1,49        |  |
| Exprimés       | Exprimés             | Exprimés       | 37 400       | 97,81        | 37 846      | 98,51       |  |

Gustave Pedoya, entrepreneur de travaux ruraux, conseiller général, maire de Castelnau-Durban était le suppléant d'André Saint-Paul.

### Élections de 1973
| Candidat       | Candidat                       | Parti          | Premier tour | Premier tour | Second tour | Second tour |  |
| Candidat       | Candidat                       | Parti          | Voix         | %            | Voix        | %           |  |
| -------------- | ------------------------------ | -------------- | ------------ | ------------ | ----------- | ----------- |  |
|                | André Saint-Paul sortant réélu | PS (UGSD)      | 15 853       | 41,46        | 24 892      | 64,1        |  |
|                | Pierre Pénent d'Izarn          | UDR (URP)      | 10 430       | 27,28        | 13 943      | 35,9        |  |
|                | René Capella                   | PCF            | 7 549        | 19,74        | Retrait     | Retrait     |  |
|                | Raymond Bernié                 | Rad (MR)       | 2 338        | 6,11         |             |             |  |
|                | Jacques Brassens               | RI             | 1 151        | 3,01         |             |             |  |
|                | Jean Fernandez                 | LO             | 913          | 2,39         |             |             |  |
|                |                                |                |              |              |             |             |  |
| Inscrits       | Inscrits                       | Inscrits       | 50 064       | 100,00       | 50 036      | 100,00      |  |
| Abstentions    | Abstentions                    | Abstentions    | 11 010       | 21,99        | 10 273      | 20,53       |  |
| Votants        | Votants                        | Votants        | 39 054       | 78,01        | 39 763      | 79,47       |  |
| Blancs et nuls | Blancs et nuls                 | Blancs et nuls | 820          | 2,1          | 928         | 2,33        |  |
| Exprimés       | Exprimés                       | Exprimés       | 38 234       | 97,9         | 38 835      | 97,67       |  |

Roger Barrau, professeur, maire de Seix était le suppléant d'André Saint-Paul.

### Élections de 1978
| Candidat       | Candidat                       | Parti          | Premier tour | Premier tour | Second tour | Second tour |  |
| Candidat       | Candidat                       | Parti          | Voix         | %            | Voix        | %           |  |
| -------------- | ------------------------------ | -------------- | ------------ | ------------ | ----------- | ----------- |  |
|                | André Saint-Paul sortant réélu | PS             | 18 411       | 43,67        | 26 978      | 62,33       |  |
|                | André Farellacci               | RPR            | 12 619       | 29,93        | 16 305      | 37,67       |  |
|                | Gilbert Séguéla                | PCF            | 9 970        | 23,65        | Retrait     | Retrait     |  |
|                | Jacques Bordes                 | LO             | 1 156        | 2,74         |             |             |  |
|                |                                |                |              |              |             |             |  |
| Inscrits       | Inscrits                       | Inscrits       | 53 765       | 100,00       | 53 763      | 100,00      |  |
| Abstentions    | Abstentions                    | Abstentions    | 10 428       | 19,4         | 9 345       | 17,38       |  |
| Votants        | Votants                        | Votants        | 43 337       | 80,6         | 44 418      | 82,62       |  |
| Blancs et nuls | Blancs et nuls                 | Blancs et nuls | 1 181        | 2,73         | 1 135       | 2,56        |  |
| Exprimés       | Exprimés                       | Exprimés       | 42 156       | 97,27        | 43 283      | 97,44       |  |

Roger Barrau était suppléant d'André Saint-Paul.

### Élections de 1981
| Candidat       | Candidat        | Parti          | Premier tour | Premier tour | Second tour | Second tour |  |
| Candidat       | Candidat        | Parti          | Voix         | %            | Voix        | %           |  |
| -------------- | --------------- | -------------- | ------------ | ------------ | ----------- | ----------- |  |
|                | Jean Ibanès élu | PS             | 17 542       | 46,88        | 26 420      | 66,82       |  |
|                | Daniel Laurent  | UDF (PR)       | 12 273       | 32,80        | 13 119      | 33,18       |  |
|                | Gilbert Séguéla | PCF            | 7 607        | 20,33        | Retrait     | Retrait     |  |
|                |                 |                |              |              |             |             |  |
| Inscrits       | Inscrits        | Inscrits       | 53 934       | 100,00       | 53 921      | 100,00      |  |
| Abstentions    | Abstentions     | Abstentions    | 15 986       | 29,64        | 13 606      | 25,23       |  |
| Votants        | Votants         | Votants        | 37 948       | 70,36        | 40 315      | 74,77       |  |
| Blancs et nuls | Blancs et nuls  | Blancs et nuls | 526          | 1,39         | 776         | 1,92        |  |
| Exprimés       | Exprimés        | Exprimés       | 37 422       | 98,61        | 39 539      | 98,08       |  |

René Massat, Directeur du Syndicat départemental des collectivités électrifiées, était le suppléant de Jean Ibanès. René Massat devint député le 30 mars 1985, à la suite du décès de Jean Ibanès.

### Élections de 1988
| Candidat       | Candidat         | Parti               | Premier tour | Premier tour | Second tour | Second tour |  |
| Candidat       | Candidat         | Parti               | Voix         | %            | Voix        | %           |  |
| -------------- | ---------------- | ------------------- | ------------ | ------------ | ----------- | ----------- |  |
|                | René Massat élu  | PS                  | 17 097       | 45,35        | 24 665      | 61,68       |  |
|                | André Trigano    | Divers droite (URC) | 9 323        | 24,73        | 15 322      | 38,32       |  |
|                | Gilbert Seguéla  | PCF                 | 5 837        | 15,48        |             |             |  |
|                | Gérard Legrand   | Divers droite       | 3 190        | 8,46         |             |             |  |
|                | René Commes      | FN                  | 2 000        | 5,31         |             |             |  |
|                | Périco Boucherle | Extrême droite      | 253          | 0,67         |             |             |  |
|                |                  |                     |              |              |             |             |  |
| Inscrits       | Inscrits         | Inscrits            | 54 770       | 100,00       | 54 843      | 100,00      |  |
| Abstentions    | Abstentions      | Abstentions         | 16 247       | 29,66        | 13 615      | 24,83       |  |
| Votants        | Votants          | Votants             | 38 523       | 70,34        | 41 228      | 75,17       |  |
| Blancs et nuls | Blancs et nuls   | Blancs et nuls      | 823          | 2,14         | 1 241       | 3,01        |  |
| Exprimés       | Exprimés         | Exprimés            | 37 700       | 97,86        | 39 987      | 96,99       |  |

Jeanne Ettori, conseillère générale, maire de Mirepoix était la suppléante de René Massat.

### Élections de 1993
| Candidat       | Candidat            | Parti               | Premier tour | Premier tour | Second tour | Second tour |  |
| Candidat       | Candidat            | Parti               | Voix         | %            | Voix        | %           |  |
| -------------- | ------------------- | ------------------- | ------------ | ------------ | ----------- | ----------- |  |
|                | André Trigano élu   | Divers droite (UPF) | 14 385       | 38,19        | 19 839      | 50,28       |  |
|                | René Massat sortant | PS (ADFP)           | 12 325       | 32,72        | 19 617      | 49,72       |  |
|                | Josée Souque        | PCF                 | 4 479        | 11,89        |             |             |  |
|                | André Farellacci    | FN                  | 3 173        | 8,42         |             |             |  |
|                | Bernard Pastourel   | GÉ (EÉ)             | 2 338        | 6,21         |             |             |  |
|                | Marie Blanc         | LT-LNÉ              | 968          | 2,57         |             |             |  |
|                |                     |                     |              |              |             |             |  |
| Inscrits       | Inscrits            | Inscrits            | 54 750       | 100,00       | 54 746      | 100,00      |  |
| Abstentions    | Abstentions         | Abstentions         | 14 834       | 27,09        | 12 575      | 22,97       |  |
| Votants        | Votants             | Votants             | 39 916       | 72,91        | 42 171      | 77,03       |  |
| Blancs et nuls | Blancs et nuls      | Blancs et nuls      | 2 248        | 5,63         | 2 715       | 6,44        |  |
| Exprimés       | Exprimés            | Exprimés            | 37 668       | 94,37        | 39 456      | 93,56       |  |

Bernard Gondran, conseiller général, conseiller municipal de Saint-Girons était le suppléant d'André Trigano.
André Trigano siégeait au groupe UDF.

### Élections de 1997
| Candidat       | Candidat              | Parti             | Premier tour | Premier tour | Second tour | Second tour |  |
| Candidat       | Candidat              | Parti             | Voix         | %            | Voix        | %           |  |
| -------------- | --------------------- | ----------------- | ------------ | ------------ | ----------- | ----------- |  |
|                | Henri Nayrou élu      | PS                | 14 152       | 37,37        | 24 054      | 60,83       |  |
|                | André Trigano sortant | UDF (Rad)         | 10 504       | 27,74        | 15 490      | 39,17       |  |
|                | Josée Souque          | PCF               | 4 604        | 12,16        |             |             |  |
|                | Étienne Daure         | FN                | 3 351        | 8,85         |             |             |  |
|                | Jean-Charles Sutra    | Les Verts         | 1 235        | 3,26         |             |             |  |
|                | Michel Andrieu        | Divers écologiste | 1 206        | 3,18         |             |             |  |
|                | Jacques Salomon       | LDI (MPF)         | 820          | 2,17         |             |             |  |
|                | Jean-Claude Barioulet | GÉ                | 610          | 1,61         |             |             |  |
|                | Jacques Pince         | Régionaliste (PO) | 515          | 1,36         |             |             |  |
|                | Patrice Soulié        | LCR               | 348          | 0,92         |             |             |  |
|                | Luc Constant          | US4J              | 347          | 0,92         |             |             |  |
|                | Yves Cossic           | IR                | 178          | 0,47         |             |             |  |
|                |                       |                   |              |              |             |             |  |
| Inscrits       | Inscrits              | Inscrits          | 53 556       | 100,00       | 53 549      | 100,00      |  |
| Abstentions    | Abstentions           | Abstentions       | 13 857       | 25,87        | 11 691      | 21,83       |  |
| Votants        | Votants               | Votants           | 39 699       | 74,13        | 41 858      | 78,17       |  |
| Blancs et nuls | Blancs et nuls        | Blancs et nuls    | 1 829        | 4,61         | 2 314       | 5,53        |  |
| Exprimés       | Exprimés              | Exprimés          | 37 870       | 95,39        | 39 544      | 94,47       |  |

Le suppléant d'Henri Nayrou était Jean-Pierre Caumeil, professeur de lettres modernes, conseiller municipal de Pamiers.

### Élections de 2002
| Candidat       | Candidat                   | Parti             | Premier tour | Premier tour | Second tour | Second tour |  |
| Candidat       | Candidat                   | Parti             | Voix         | %            | Voix        | %           |  |
| -------------- | -------------------------- | ----------------- | ------------ | ------------ | ----------- | ----------- |  |
|                | Henri Nayrou sortant réélu | PS                | 14 663       | 39,14        | 21 033      | 61,75       |  |
|                | Paul-Louis Maurat          | UMP               | 6 467        | 17,26        | 13 030      | 38,25       |  |
|                | André Trigano              | UDF               | 5 628        | 15,02        |             |             |  |
|                | Thérèse Aliot              | FN                | 3 246        | 8,67         |             |             |  |
|                | Josée Souque               | PCF               | 2 069        | 5,52         |             |             |  |
|                | Jean Guichou               | CPNT              | 1 735        | 4,63         |             |             |  |
|                | Françoise Matricon         | Les Verts         | 1 040        | 2,78         |             |             |  |
|                | Fanny Xiberas              | LCR               | 801          | 2,14         |             |             |  |
|                | Jacques Pince              | S&P               | 320          | 0,85         |             |             |  |
|                | Arlette Albouy             | Extrême droite    | 319          | 0,85         |             |             |  |
|                | Jacqueline Santi           | LO                | 287          | 0,77         |             |             |  |
|                | Michel Lartaud             | Divers écologiste | 269          | 0,72         |             |             |  |
|                | Frédéric Cantiani          | MNR               | 213          | 0,57         |             |             |  |
|                | Raphaël de Courrèges       | ÉD                | 158          | 0,42         |             |             |  |
|                | Jean-Claude Barioulet      | GÉ                | 124          | 0,33         |             |             |  |
|                | Jacques Arthuys            | ND                | 96           | 0,26         |             |             |  |
|                | Francis Demortier          | Divers            | 25           | 0,07         |             |             |  |
|                |                            |                   |              |              |             |             |  |
| Inscrits       | Inscrits                   | Inscrits          | 55 180       | 100,00       | 55 166      | 100,00      |  |
| Abstentions    | Abstentions                | Abstentions       | 16 661       | 30,19        | 18 749      | 33,99       |  |
| Votants        | Votants                    | Votants           | 38 519       | 69,81        | 36 417      | 66,01       |  |
| Blancs et nuls | Blancs et nuls             | Blancs et nuls    | 1 059        | 2,75         | 2 354       | 6,46        |  |
| Exprimés       | Exprimés                   | Exprimés          | 37 460       | 97,25        | 34 063      | 93,54       |  |

La suppléante d'Henri Nayrou était Carmen Barthès, de Pamiers.

### Élections de 2007
| Candidat       | Candidat                   | Parti          | Premier tour | Premier tour | Second tour | Second tour |  |
| Candidat       | Candidat                   | Parti          | Voix         | %            | Voix        | %           |  |
| -------------- | -------------------------- | -------------- | ------------ | ------------ | ----------- | ----------- |  |
|                | Henri Nayrou sortant réélu | PS             | 15 997       | 43           | 22 692      | 61,05       |  |
|                | Philippe Calléja           | UMP            | 11 506       | 30,93        | 14 477      | 38,95       |  |
|                | Michel Naudy               | GU             | 2 025        | 5,44         |             |             |  |
|                | Caroline Couve             | UDF–MoDem      | 1 786        | 4,8          |             |             |  |
|                | Thérèse Aliot              | FN             | 1 233        | 3,31         |             |             |  |
|                | Françoise Matricon         | Les Verts      | 1 228        | 3,3          |             |             |  |
|                | Marie-Angèle Claret        | LCR            | 1 084        | 2,91         |             |             |  |
|                | Marie-José Darde           | CPNT           | 645          | 1,73         |             |             |  |
|                | Chantal Clamer             | MPF            | 490          | 1,32         |             |             |  |
|                | Véronique Rios-Rebaud      | Divers         | 346          | 0,93         |             |             |  |
|                | Raymond Chaumont           | GÉ             | 244          | 0,66         |             |             |  |
|                | Jacqueline Santi           | LO             | 221          | 0,59         |             |             |  |
|                | Pascale Decla              | MNR            | 157          | 0,42         |             |             |  |
|                | Françoise Hocquard         | NC             | 138          | 0,37         |             |             |  |
|                | Pierre Guéguen             | PT             | 105          | 0,28         |             |             |  |
|                |                            |                |              |              |             |             |  |
| Inscrits       | Inscrits                   | Inscrits       | 58 240       | 100,00       | 58 234      | 100,00      |  |
| Abstentions    | Abstentions                | Abstentions    | 20 068       | 34,46        | 19 588      | 33,64       |  |
| Votants        | Votants                    | Votants        | 38 172       | 65,54        | 38 646      | 66,36       |  |
| Blancs et nuls | Blancs et nuls             | Blancs et nuls | 967          | 2,53         | 1 477       | 3,82        |  |
| Exprimés       | Exprimés                   | Exprimés       | 37 205       | 97,47        | 37 169      | 96,18       |  |

Le suppléant d'Henri Nayrou était Alain Fauré, chef d'entreprise, maire des Pujols.

### Élections de 2012
| Candidat       | Candidat         | Parti                    | Premier tour | Premier tour | Second tour | Second tour |  |
| Candidat       | Candidat         | Parti                    | Voix         | %            | Voix        | %           |  |
| -------------- | ---------------- | ------------------------ | ------------ | ------------ | ----------- | ----------- |  |
|                | Alain Fauré élu  | PS                       | 16 193       | 44,53        | 22 587      | 67,03       |  |
|                | Philippe Calleja | UMP                      | 8 569        | 23,56        | 11 108      | 32,97       |  |
|                | Thérèse Aliot    | RBM (FN)                 | 4 570        | 12,57        |             |             |  |
|                | Viviane Baudry   | FG (PCF) (Divers gauche) | 4 165        | 11,45        |             |             |  |
|                | Jacques Pince    | POC (EÉLV)               | 1 032        | 2,84         |             |             |  |
|                | Jimmy Gimenez    | AÉI                      | 587          | 1,61         |             |             |  |
|                | Linda Manceau    | CpF (MoDem)              | 549          | 1,51         |             |             |  |
|                | Pierre Granet    | NPA                      | 289          | 0,79         |             |             |  |
|                | Lucile Souche    | LO                       | 269          | 0,74         |             |             |  |
|                | Chantal Clamer   | MPF                      | 143          | 0,39         |             |             |  |
|                |                  |                          |              |              |             |             |  |
| Inscrits       | Inscrits         | Inscrits                 | 59 754       | 100,00       | 59 751      | 100,00      |  |
| Abstentions    | Abstentions      | Abstentions              | 22 618       | 37,85        | 24 521      | 41,04       |  |
| Votants        | Votants          | Votants                  | 37 136       | 62,15        | 35 230      | 58,96       |  |
| Blancs et nuls | Blancs et nuls   | Blancs et nuls           | 770          | 2,07         | 1 535       | 4,36        |  |
| Exprimés       | Exprimés         | Exprimés                 | 36 366       | 97,93        | 33 695      | 95,64       |  |

La suppléante d'Alain Fauré était Marie-Christine Denat-Pince, Première adjointe au maire de Saint-Girons.

### Élections de 2017
|                                                                          |                                                                 |                           |                           |                          |                          |
|                                                                          |                                                                 | Premier tour 11 juin 2017 | Premier tour 11 juin 2017 | Second tour 18 juin 2017 | Second tour 18 juin 2017 |
|                                                                          |                                                                 |                           |                           |                          |                          |
|                                                                          |                                                                 | Nombre                    | % des inscrits            | Nombre                   | % des inscrits           |
| Inscrits                                                                 | Inscrits                                                        | 60 698                    | 100,00                    | 60 675                   | 100,00                   |
| Abstentions                                                              | Abstentions                                                     | 28 084                    | 46,27                     | 32 094                   | 52,89                    |
| Votants                                                                  | Votants                                                         | 32 614                    | 53,73                     | 28 581                   | 47,11                    |
|                                                                          |                                                                 |                           | % des votants             |                          | % des votants            |
| Bulletins blancs                                                         | Bulletins blancs                                                | 600                       | 1,84                      | 2 184                    | 7,64                     |
| Bulletins nuls                                                           | Bulletins nuls                                                  | 277                       | 0,85                      | 1 533                    | 5,36                     |
| Suffrages exprimés                                                       | Suffrages exprimés                                              | 31 737                    | 97,31                     | 24 864                   | 86,99                    |
|                                                                          |                                                                 |                           |                           |                          |                          |
| Candidat Étiquette politique (partis et alliances)                       | Candidat Étiquette politique (partis et alliances)              | Voix                      | % des exprimés            | Voix                     | % des exprimés           |
|                                                                          |                                                                 |                           |                           |                          |                          |
|                                                                          | Huguette Bertrand-Vinzérich La République en marche             | 8 161                     | 25,71                     | 12 294                   | 49,44                    |
|                                                                          | Michel Larive La France insoumise                               | 5 977                     | 18,83                     | 12 570                   | 50,56                    |
|                                                                          | Alain Fauré (député sortant) Parti socialiste                   | 5 602                     | 17,65                     |                          |                          |
|                                                                          | Philippe Calleja Les Républicains                               | 4 636                     | 14,61                     |                          |                          |
|                                                                          | Bernard Gondran Front national                                  | 4 437                     | 13,98                     |                          |                          |
|                                                                          | Jérôme Brosseron Europe Écologie Les Verts                      | 1 272                     | 4,01                      |                          |                          |
|                                                                          | Vincent Heredia Parti communiste français                       | 671                       | 2,11                      |                          |                          |
|                                                                          | Bernadette Dedieu-Coumenay Union des démocrates et indépendants | 327                       | 1,03                      |                          |                          |
|                                                                          | Guy Djedaini Debout la France                                   | 259                       | 0,82                      |                          |                          |
|                                                                          | Berthe Ratsimba Lutte ouvrière                                  | 201                       | 0,63                      |                          |                          |
|                                                                          | Dominique Allemand Union populaire républicaine                 | 194                       | 0,61                      |                          |                          |
| Source : Ministère de l'Intérieur - Deuxième circonscription de l'Ariège |                                                                 |                           |                           |                          |                          |

La suppléante de Michel Larive était Ingrid Lavoine, pâtissière, de Mirepoix.

### Élections de 2022
| Résultats des élections législatives des 12 et 19 juin 2022 de la 2ecirconscription de l'Ariège |                                |                          |                          |              |              |             |             |
| Candidat                                                                                        | Candidat                       | Parti et coalition       | Nuance                   | Premier tour | Premier tour | Second tour | Second tour |
| Candidat                                                                                        | Candidat                       | Parti et coalition       | Nuance                   | Voix         | %            | Voix        | %           |
|                                                                                                 | Michel Larive *                | LFI (NUPES)              | NUP                      | 9 424        | 29,05        | 12 383      | 43,29       |
|                                                                                                 | Laurent Panifous               | PS, diss.                | DVG                      | 7 068        | 21,79        | 16 225      | 56,71       |
|                                                                                                 | Bérengère Carrié               | RN                       | RN                       | 6 686        | 20,61        |             |             |
|                                                                                                 | Rémi Dutrenois                 | MoDem (ENS)              | ENS                      | 4 237        | 13,06        |             |             |
|                                                                                                 | Alexandra Tarrieux-Antranikian | REC                      | REC                      | 1 271        | 3,92         |             |             |
|                                                                                                 | Yann de Kérimel                | DIV                      | DIV                      | 928          | 2,86         |             |             |
|                                                                                                 | Patrick Laffont                | DVG                      | DVG                      | 871          | 2,68         |             |             |
|                                                                                                 | Paul Afonso                    | UDI (UDC)                | UDI                      | 783          | 2,41         |             |             |
|                                                                                                 | Enzo Garcia                    | BO                       | REG                      | 543          | 1,67         |             |             |
|                                                                                                 | Quentin Charoy                 | PA                       | ECO                      | 387          | 1,19         |             |             |
|                                                                                                 | Théodora Testard               | LO                       | DXG                      | 244          | 0,75         |             |             |
| Votes valides                                                                                   | Votes valides                  | Votes valides            | Votes valides            | 32 442       | 97,23        | 28 608      | 90,24       |
| Votes blancs                                                                                    | Votes blancs                   | Votes blancs             | Votes blancs             | 598          | 1,79         | 1 945       | 6,14        |
| Votes nuls                                                                                      | Votes nuls                     | Votes nuls               | Votes nuls               | 326          | 0,53         | 1 150       | 3,63        |
| Total                                                                                           | Total                          | Total                    | Total                    | 33 366       | 100          | 31 703      | 100         |
| Abstention                                                                                      | Abstention                     | Abstention               | Abstention               | 28 653       | 46,20        | 30 329      | 48,89       |
| Inscrits / participation                                                                        | Inscrits / participation       | Inscrits / participation | Inscrits / participation | 62 019       | 53,80        | 62 032      | 51,11       |

La suppléante de Laurent Panifous était Audrey Abadie-Amiel, enseignante, conseillère municipale de Pamiers.

### Élections de 2024
| Candidat                 | Candidat                       | Parti et coalition       | Nuance                   | Premier tour | Premier tour | Second tour | Second tour |
| Candidat                 | Candidat                       | Parti et coalition       | Nuance                   | Voix         | %            | Voix        | %           |
| ------------------------ | ------------------------------ | ------------------------ | ------------------------ | ------------ | ------------ | ----------- | ----------- |
|                          | Laurent Panifous               | PS                       | UG                       | 19 911       | 48,25        | 23 508      | 57,07       |
|                          | Michèle Alozy                  | RN                       | RN                       | 16 678       | 40,41        | 17 760      | 42,93       |
|                          | Yann de Kerimel                | SE                       | DVD                      | 2 023        | 4,90         |             |             |
|                          | Théodora Testard               | LO                       | EXG                      | 1 852        | 4,49         |             |             |
|                          | Alexandra Tarrieux-Antranikian | REC                      | REC                      | 804          | 1,95         |             |             |
|                          |                                |                          |                          |              |              |             |             |
| Exprimés                 | Exprimés                       | Exprimés                 | Exprimés                 | 41 268       | 94,89        | 41 368      | 94,85       |
| Votes blancs             | Votes blancs                   | Votes blancs             | Votes blancs             | 1 465        | 3,37         | 1 477       | 3,39        |
| Votes nuls               | Votes nuls                     | Votes nuls               | Votes nuls               | 756          | 1,74         | 767         | 1,76        |
| Total                    | Total                          | Total                    | Total                    | 43 489       | 100          | 43 612      | 100         |
| Abstention               | Abstention                     | Abstention               | Abstention               | 18 562       | 29,91        | 18 450      | 29,73       |
| Inscrits / participation | Inscrits / participation       | Inscrits / participation | Inscrits / participation | 62 051       | 70,09        | 62 062      | 70,27       |

La suppléante de Laurent Panifous est Audrey Abadie-Amiel.

#### Département de l'Ariège
- La fiche de l'INSEE de cette circonscription : « Tableaux et Analyses de la deuxième circonscription de l'Ariège », sur insee.fr, site de l'Institut national de la statistique et des études économiques (consulté le 10 juin 2007) [PDF]
- « Tous les députés du département de l'Ariège depuis 1789 », sur assemblee-nationale.fr, site de l'Assemblée nationale française (consulté le 10 juin 2007)
- « Informations contentieuses sur le département de l'Ariège (Élections législatives de 2002) »(Archive.org • Wikiwix • Archive.is • Google • Que faire ?), sur conseil-constitutionnel.fr, site du Conseil constitutionnel (consulté le 13 juin 2007)

#### Circonscriptions en France
- « Carte des circonscriptions législatives en France », sur assemblee-nationale.fr, site de l'Assemblée nationale française (consulté le 20 juin 2007)
- « Résultats électoraux officiels en France »(Archive.org • Wikiwix • Archive.is • Google • Que faire ?), sur interieur.gouv.fr, site du Ministère de l'Intérieur (France) (consulté le 13 juin 2007)
- Description et Atlas des circonscriptions électorales de France sur http://www.atlaspol.com, Atlaspol, site de cartographie géopolitique, consulté le 13 juin 2007.